# Alaíde Costa
Alaíde Costa Silveira Mondin Gomide, más conocida como Alaíde Costa, (Río de Janeiro, 8 de diciembre de 1935) es una cantante y compositora brasileña.
Comenzó en el programa La raia miúda de Renato Murce. Con un canto suave y susurrado, es considerada una de las perfectas voces del país. Se consagró en 1964 con Donde está usted?, gran marco de voz, que motiva a parejas. Con quince discos grabados en cincuenta años de carrera, participó de los principales programas de televisión y de radio en el eje Río-São Paulo. Tema de reportajes de periódicos y revistas, participó de festivales internacionales y recibió importantes premios y homenajes de exponentes de la música popular brasileña. Una de las grandes referencias musicales del movimiento surgido en 1957, la bossa nova, frecuentaba la bohemia del Beco de las Botellas, en Copacabana.
En 2014, lanzó su primer disco de autora, Canciones de Alaíde, donde presenta obras compuestas por ella en asociación con variados letristas. Entre los destaques están Usted es amor, con Tom Jobim, y Amigo Amado, con Vinicius de Moraes.

## Discos
- Porcelana (2016)
- Canciones de Alaíde (Nueva Estación, 2014)
- Alaíde Canta Johnny En Tono de Canción (Luna Music, 2011)
- Alaíde Costa & Fátima Guedes - En vivo (Joia Moderna, 2011)
- Amor Amigo - Alaíde Costa Canta Mílton (Luna Music, 2008)
- Voz & Piano (con João Carlos Assis Brasil) (Luna Music, 2006)
- Todo lo que el tiempo me dejó (Luna Discos, 2005)
- Rasgué Mi Fantasia (JAM Music, 2001)
- La Música Brasileña De este Siglo Por Sus Autores e Intérpretes - Alaíde Costa (SESC-SP, 2000)
- Alaíde Costa & João Carlos Assis Brasil (Movieplay, 1995)
- Amiga de verdad (Independiente, 1988)
- Hablando de amor (CID, 1987)
- Aguas vivas (Viento de rayo, 1982)
- Corazón (EMI/Odeon, 1976)
- Alaíde Costa (Coronado/Odeon, 1975)
- Alaíde Costa & Oscar Castro Nieves (Odeon, 1973)
- Alaíde Costa (Sonido Mayor, 1965)
- Finalmente... (AudioFidelity, 1963)
- Joya Moderna (RCA Victor, 1961)
- Canta Suavemente (RCA Victor, 1960)
- Me gusta Usted (RCA Victor, 1959)